# Santia lisbethae
Santia lisbethae är en kräftdjursart som beskrevs av Wolff och Brandt 2000. Santia lisbethae ingår i släktet Santia och familjen Santiidae. Inga underarter finns listade i Catalogue of Life.